# Локслој (Вашингтон)
Локслој (енгл. Lochsloy) насељено је место без административног статуса у америчкој савезној држави Вашингтон.

## Демографија
По попису из 2010. године број становника је 2.533, што је 398 (18,6%) становника више него 2000. године.
| Група             | 2000.         | 2010.         |
| Белци             | 2.011 (94,2%) | 2.322 (91,7%) |
| Афроамериканци    | 6 (0,3%)      | 4 (0,2%)      |
| Азијати           | 16 (0,7%)     | 32 (1,3%)     |
| Хиспаноамериканци | 50 (2,3%)     | 86 (3,4%)     |
| Укупно            | 2.135         | 2.533         |